# 트라마차
트라마차(Tramatza)는 이탈리아의 사르데냐주 오리스타노도에 있는 코무네이다. 칼리아리에서 북서쪽으로 약 100 km (62 mi), 오리스타노에서 북동쪽으로 약 12 km (7.5 mi) 거리에 있다. 2004년 12월 31일 기준으로 인구는 1,007명이고 면적은 16.8 km2 (6.5 mi2)이다.
트라마차는 다음 코무네들과 경계를 이룬다: 바울라두, 밀리스, 산베로밀리스, 시아마조레, 솔라루사, 체디아니.